# DéChamps

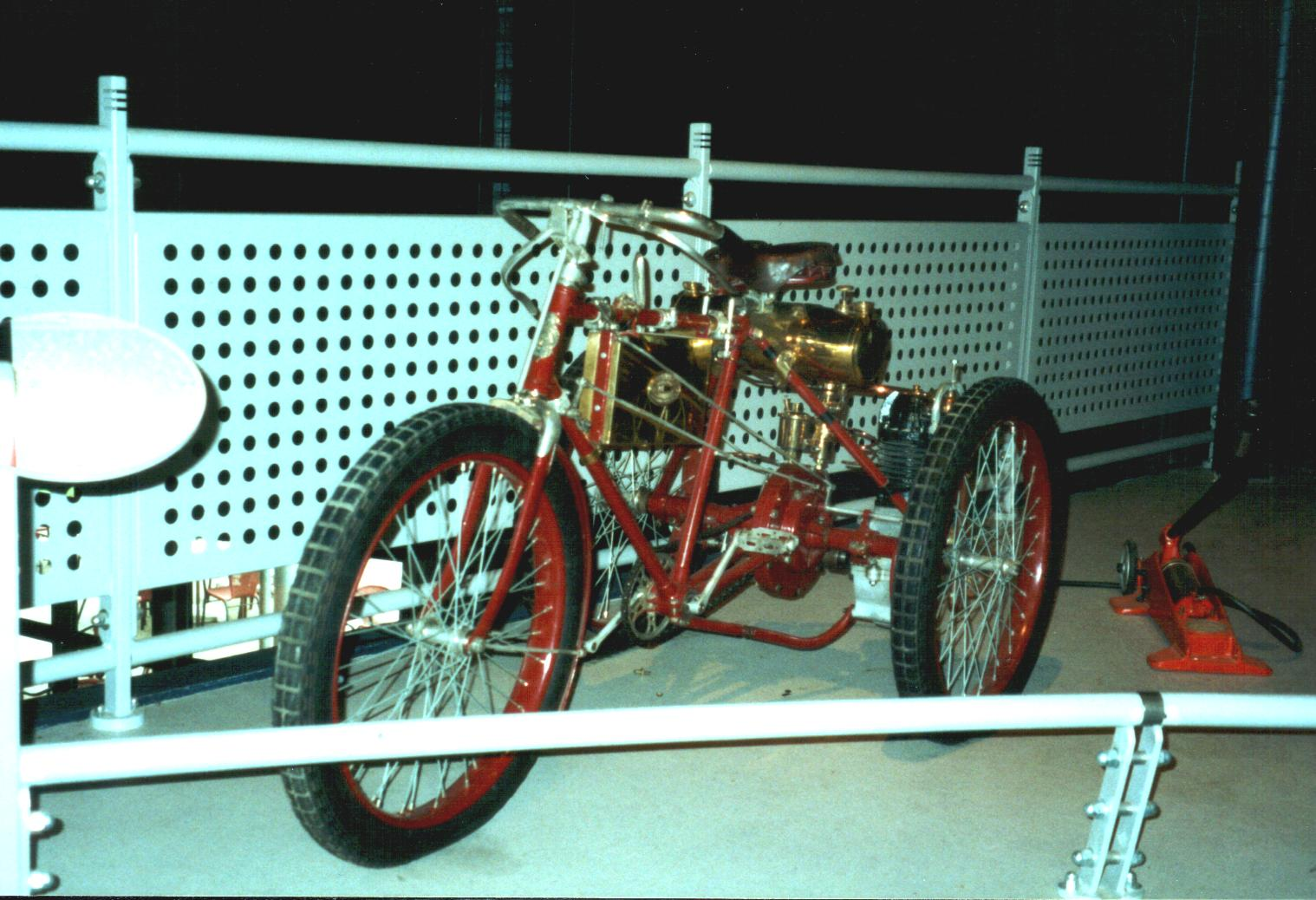
DeChamps driewieler uit 1899 in het Autotron in Rosmalen, dat tegenwoordig deel is van de Louwman Collection

DéChamps, ook wel DeChamps, is een voormalige fabrikant van auto’s en tricycles uit Brussel (België).
De firma SA des Ateliers H. P. DéChamps werd in 1898 opgericht in Brussel.
De bedrijfsnaam was in 1899: SA des Ateliers H.P. DéChamps, Bruxelles, 1900-1903: SA des Moteurs et Automobiles DéChamps, Bruxelles, 1903-1906: SA de Construction Mécanique et d'Automobiles, Bruxelles.

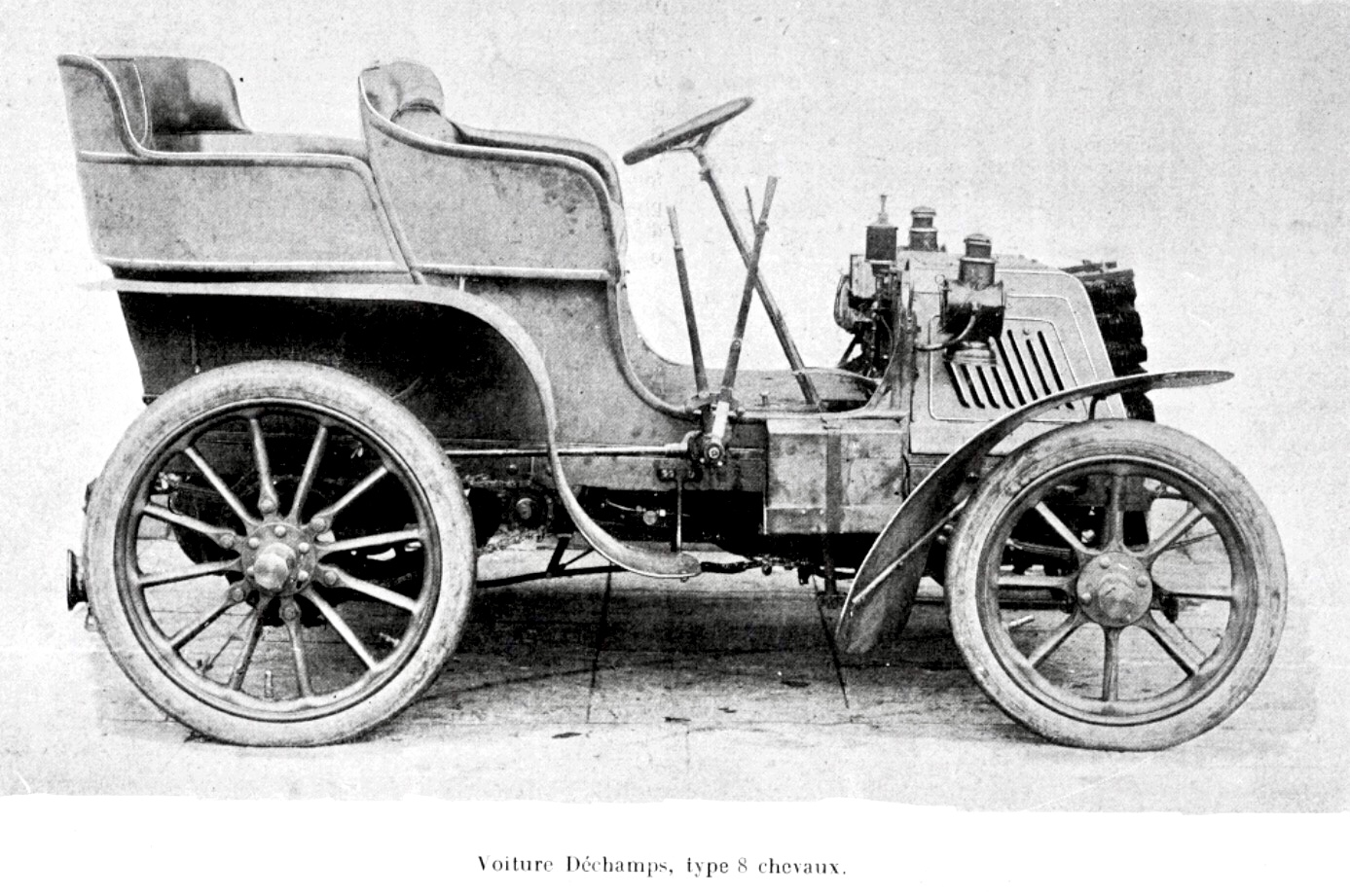
Déchamps 8 CV (1902)

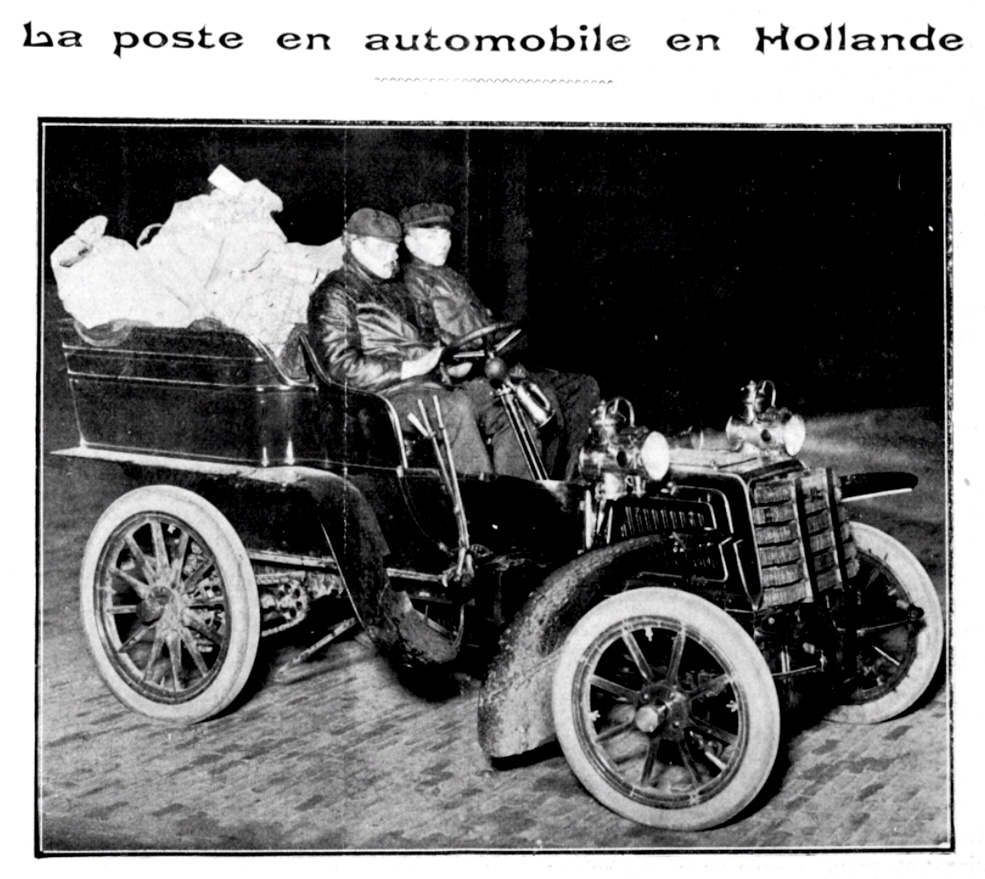
Déchamps 8 CV (1903)

De drie verschillende bedrijfsnamen van dit Belgische bedrijf correspondeerden met twee verhuizingen. DéChamps bouwde in 1899 een 1 ¾ pk driewieler, die overeenkomsten vertoonde met de De Dion-Bouton. Men produceerde ook een succesvolle voiturette. In 1900 werd de tricycle van een zwaardere (2 ¾ pk) motor voorzien.
Toen het bedrijf in 1904 werd overgenomen door een Brits bedrijf verdween de naam DéChamps uit de bedrijfsnaam. Het bedrijf SA de Construction Mécanique et d'Automobiles ging de Baudouin en - de door Robert Goldschmidt ontwikkelde - Direct-automobielen bouwen.